# Angelo Valle
Angelo Valle (Scansano, 24 aprile 1851 – Scansano, 12 aprile 1926) è stato un politico italiano.

## Biografia
Nato a Scansano e di professione agricoltore, Angelo Valle fu eletto il 23 maggio 1886 alla Camera dei deputati per il collegio di Grosseto nella XVI legislatura del Regno, insieme al contrammiraglio Carlo Alberto Racchia, venendo poi rieletto nella legislatura successiva.
Nel 1892 fu ricostituito il collegio elettorale di Scansano, che era stato riunito a Grosseto nel 1882, e Valle poté candidarsi alle elezioni nella sua città natale. Fu eletto nel collegio di Scansano per la XVIII legislatura con 2 412 voti, battendo lo sfidante Ugo Sorani. Risultò eletto anche nelle due legislature successive, rimanendo in Parlamento fino al maggio 1900.
Morì a Scansano il 12 aprile 1926.